# 1996년 현대 유니콘스 시즌
1996년 현대 유니콘스 시즌은 현대 유니콘스가 KBO 리그에 참가한 첫 시즌으로, 삼미 슈퍼스타즈, 청보 핀토스, 태평양 돌핀스 시절까지 합하면 15번째 시즌이다. 김재박 감독이 팀을 이끈 첫 시즌이며, 팀은 정규 시즌에서 8팀 중 4위를 기록하며 준플레이오프에 진출했다. 이후 준플레이오프에서 한화 이글스를 2승 무패로 꺾었고, 플레이오프에서는 쌍방울 레이더스를 KBO 리그 사상 최초로 리버스 스윕(1~2차전 패, 3~5차전 승)으로 꺾었다. 그러나 쓸만한 2루수 공백 탓인지 한국시리즈에서는 해태 타이거즈에게 2승 4패로 패해 최종 순위는 2위로 준우승에 머물렀다. 이는 구단 사상 마지막 준우승이다.

## 타이틀
- 포스트시즌 노히트노런: 정명원 (1호)
- 출장 (투수): 조웅천 (68)
- 세이브: 정명원 (26)
- 출장 (타자): 박재홍 (126)
- 홈런: 박재홍 (30)
- 타점: 박재홍 (108)
- 선발 GSC: 정민태 (8월 16일 해태전, 104)
- KBO 골든글러브: 김경기 (1루수), 박재홍 (외야수)
- KBO 신인상: 박재홍
- 플레이오프 MVP: 최창호
- 준플레이오프 MVP: 김인호
- 매직글러브: 김경기 (1루수)
- 올스타 선정: 정민태 (투수), 김경기 (1루수), 윤덕규 (외야수), 박재홍 (외야수), 이숭용 (지명타자)
- 올스타전 추천선수: 정명원
- 컴투스프로야구2013 레전드 카드: 위재영, 조웅천
- 컴투스프로야구 내일은 신인왕 라인업: 박재홍 (중견수)

### 퓨처스리그
- 홈런: 공의식 (14)
- 북부리그 도루: 백성진 (19)
- 북부리그 완투: 박정현 (3)
- 북부리그 상대한 타자 수: 곽병찬 (398)

## 선수단
- 선발투수 : 정민태, 위재영, 전준호, 최창호
- 구원투수 : 조웅천, 신상윤, 김홍집, 안병원, 김익재, 박정현
- 마무리투수 : 정명원, 가내영, 노종우, 김억만, 양윤기, 곽병찬, 손영철, 최원호
- 포수 : 김동기, 김형남, 김상국, 장광호
- 1루수 : 김경기
- 2루수 : 김인호, 이종호, 하득인, 이희성, 손차훈
- 유격수 : 박진만
- 3루수 : 안명성, 권준헌, 염경엽, 이근엽
- 좌익수 : 강영수, 장정석
- 중견수 : 박재홍, 공의식
- 우익수 : 윤덕규, 지화선
- 지명타자 : 이숭용, 김갑중, 이용주, 임성주, 설종진, 장용대

## 여담
- 1996 신인드래프트에서 구단 사상 최초의 고졸우선지명으로 강해룡, 박진만, 유인보를 지명하여 영입했다.
- 홈구장인 숭의야구장의 천연 잔디를 이 시즌부터 인조 잔디로 교체했다.
- 팀이 현대 유니콘스라는 이름으로 치른 첫 경기는 4월 13일 LG 트윈스와의 경기였다. 이날 위재영이 선발 등판했으며, 구원 등판한 최창호가 현대 유니콘스의 첫 패전투수가 되었다. 그리고 1번 타자 박재홍이 처음으로 타석을 소화한 선수가 되었다.
- 정명원은 4월 14일 LG 트윈스와의 경기에서 현대 유니콘스의 첫 승리투수가 되었다.
- 가내영은 4월 16일 한화 이글스와의 경기에서 현대 유니콘스의 첫 세이브를 기록했다.
- 염경엽은 WAR -0.66으로 KBO 리그 역대 단일 시즌 무안타 타자 최저 기록을 세웠다.
- 박진만은 이 시즌 1군에 데뷔하여 KBO 리그 역대 1군 출전 선수 중 첫 경기대학교 출신 타자가 되었다.
- 이숭용은 이 시즌 쌍방울 레이더스와의 경기에서고의4구로 6번 출루하여 단일 시즌 쌍방울 레이더스와의 경기에서 최다 고의4구를 기록한 선수가 되었다.
- 정민태는 이 시즌 쌍방울 레이더스와의 경기에서 23.1이닝 무실점을 기록하여 단일 시즌 쌍방울 레이더스와의 경기에서 최저 평균자책점을 기록한 선수가 되었다.
- 김동기는 구단 사상 처음으로 1000경기 출전을 달성했다.
- 공의식은 KBO 퓨처스리그 홈런 1위를 차지하여 구단 사상 첫 KBO 퓨처스리그 타이틀 홀더가 되었다. 이전에도 퓨처스리그에서 구단 소속 선수가 특정 기록 1위를 한 적이 있지만, KBO 퓨처스리그에서는 1995년부터 타이틀 홀더를 정해 시상을 했기 때문이다.
- 김인호는 KBO 준플레이오프의 1호 MVP가 되었다.
- 팀은 플레이오프에서 쌍방울 레이더스를 상대로 KBO 플레이오프 사상 최초로 리버스 스윕을 성공시키며 한국시리즈에 진출했다.
- 정명원은 해태 타이거즈와의 한국시리즈 4차전에서 KBO 사상 최초이자 유일한 포스트시즌 노히트노런을 달성했다.
- 박재홍은 30홈런 36도루를 기록하여 KBO 리그 역대 최초로 단일 시즌 30홈런 - 30도루를 달성했으며, 이후 만장일치로 KBO 신인상을 수상했다.
- 염경엽은 이 시즌에 72경기에 출전해 21타수를 소화했음에도 불구하고 안타를 한 개도 치지 못해 KBO 리그 역대 단일 시즌 최다 경기, 타수 무안타 기록을 세웠다.
- 이숭용은 고의4구로만 19회 출루하여 구단 사상 단일 시즌 최다 고의4구 기록을 세웠다.
- 김경기는 구단 소속으로 3000타석을 소화한 구단 사상 2번째 선수가 되었다.
- 구단명을 바꾼 첫 해에 포스트시즌에 진출한 것은 KBO 리그에서 현대 유니콘스가 최초의 사례다.
- 정민태는 정규시즌 피출루율 0.277로 규정 이닝을 충족한 투수들 중 구단 사상 단일 시즌 최저 기록을 세웠고, 포스트시즌에 총 5번 선발 등판하여 KBO 리그 역대 단일 포스트시즌 최다 선발 등판 기록을 세웠다.

## 같이 보기
- 1998년 현대 유니콘스 시즌
- 2000년 현대 유니콘스 시즌
- 2003년 현대 유니콘스 시즌
- 2004년 현대 유니콘스 시즌